# Insurgencia en Malasia (1968-1989)
La insurgencia en Malasia, también conocida como la Segunda Emergencia Malaya (malayo: Perang insurgensi melawan pengganas komunis o Darurat Kedua), fue un conflicto armado que ocurrió en Malasia de 1968 a 1989, entre el Partido Comunista Malayo (PCM) y el gobierno federal de Malasia Tras el fin de la Emergencia Malaya en 1960, el Ejército de Liberación Nacional Malayo, formado en su mayoría por chinos étnicos y brazo armado del PCM, se había retirado a la frontera entre Malasia y Tailandia, donde se había reagrupado y reentrenado para futuras ofensivas contra el recién independizado gobierno de Malasia. Las hostilidades se reavivaron oficialmente cuando el PCM tendió una emboscada a las fuerzas de seguridad en Kroh-Betong, en la parte norte de Malasia peninsular, el 17 de junio de 1968. La insurgencia también coincidió con renovadas tensiones internas entre malayos étnicos y chinos en Malasia peninsular y tensiones militares regionales debidas a la guerra de Vietnam.
Si bien el Partido Comunista Malayo recibió un apoyo limitado de la República Popular China, este apoyo terminó cuando los gobiernos de Malasia y China establecieron relaciones diplomáticas en junio de 1974. En 1970, el MCP experimentó un cisma que condujo al surgimiento de dos facciones disidentes: el Partido Comunista de Malaya-Marxista-Leninista (CPM-ML) y la Facción Revolucionaria (CPM-RF). A pesar de los esfuerzos por hacer que el MCP sea atractivo para los malayos étnicos, la organización estuvo dominada por malayos chinos durante toda la guerra. En lugar de declarar un estado de emergencia como habían hecho los británicos en la primera Emergencia malaya, el gobierno de Malasia respondió a la insurgencia introduciendo varias iniciativas políticas, incluido el Programa de Seguridad y Desarrollo (KESBAN), Rukun Tetangga (Vigilancia de Vecindarios) y el Cuerpo RELA (Grupo de Voluntarios del Pueblo).
La insurgencia llegó a su fin el 2 de diciembre de 1989 cuando el PCM firmó un acuerdo de paz con el gobierno de Malasia en Hatyai, en el sur de Tailandia. Esto coincidió con el colapso de varios regímenes comunistas prominentes en todo el mundo. Además de los combates en la península de Malasia, también se produjo otra insurgencia comunista en el estado malasio de Sarawak en la isla de Borneo, que se había incorporado a la Federación de Malasia el 16 de septiembre de 1963.

## Orígenes
Durante la primera Emergencia malaya (1948-1960), el MCP lanzó una ofensiva guerrillera contra el gobierno colonial británico. Una vez independizada la Federación Malaya, la insurgencia continuó hasta el 31 de julio de 1960. Entre 1960 y 1968, el Ejército de Liberación Nacional Malayo
experimentaría un período de modernización y restructuración, acompañado de la instalación de una serie de bases a lo largo de la frontera con Tailandia. A pesar de estar haber sido debilitado por las fuerzas de la Commonwealth durante la primera Emergencia, el MCP contaba con un núcleo de entre quinientos y seiscientos guerrilleros bien entrenados y una reserva de alrededor de mil hombres, disponibles para el servicio de tiempo completo si fuera necesario.
El MCP, cuya mayoría de integrantes eran de etnia china, también hizo esfuerzos para reclutar más malayos dentro de su organización. A pesar de una pequeña cantidad de personal malayo, incluidos Abdullah CD y Rashid Maidin, el Partido comunista siguió dominado por los chinos. Se estableció una unidad malaya especial, conocida como el 10 ° Regimiento, bajo el liderazgo de un miembro del Comité Central, Abdullah C.D. Abdullah también estableció varias Escuelas Revolucionarias de Masas (Sekolah Revolusi Rakyat) para difundir las ideas maoístas entre los malayos tailandeses. Dado que el MCP tenía su sede en el sur de Tailandia, la mayoría de sus reclutas eran malayos tailandeses oriundos del Estado de Kelantan.
Para aumentar el atractivo del MCP entre los malayos, se creó el Partido de la Hermandad Islámica (malayo: Parti Persaudaraan Islam, PAPERI) como organización tapadera del MCP. PAPERI fue responsable de distribuir folletos que afirmaban que no había incompatibilidad entre el Islam y el Comunismo. En julio de 1961, Chin Peng se reúne con Deng Xiaoping en China. Deng había propuesto al MCP que llevara a cabo una segunda lucha armada, a lo que Chin aceptó.

## Desarrollo
El 1 de junio de 1968, el Comando Central del MCP emite una directiva titulada Mantener en alto la Gran Bandera Roja de la Lucha Armada y Marchar Valientemente hacia Adelante. El 17 de junio, para conmemorar el vigésimo aniversario de su lucha armada contra los británicos. el MCP lanza una emboscada contra las fuerzas de seguridad en la zona de Kroh-Betong en el norte de la Malasia peninsular. Lograron un gran éxito, matando a diecisiete miembros de las fuerzas de seguridad. Este hecho marcó el inicio de la segunda revuelta armada del MCP En la etapa inicial de su segunda insurgencia, el MCP logró una cantidad significativa de éxito. Sus acciones en esta etapa fueron más intensas y agresivas de lo esperado, causando pérdidas considerables a las fuerzas de seguridad. Según Chin Peng, las filas del MCP habían aumentado a alrededor de mil en el período comprendido entre 1967 y 1968. Después de los disturbios raciales del Incidente del 13 de mayo de 1969 en Kuala Lumpur, un elevado número de chinos étnicos se incorporan a las filas del MNLA, descontentos con los privilegios de la etnia malaya sobre la china. Para comienzos de la década de 1970 ya había más de mil seiscientos guerrilleros en las filas del MNLA de los cuales aproximadamente la mitad procedían de Malasia peninsular y el resto del sur de Tailandia. Igualmente, en 1969, el gobierno de Malasia respondió al resurgimiento comunista estableciendo sus propias fuerzas especiales: el VAT 69, formado sobre la base del Special Air Service británico (SAS). 
Para apoyar la renovada insurgencia del MCP, en 1969 se estableció una estación de radio clandestina conocida como Suara Revolusi Rakyat (Voz de la Revolución Popular) para atender a los cuadros comunistas en Malasia peninsular y Singapur. Suara Revolusi tenía su base en Hunan ya que la República Popular de China bajo el gobierno de Mao Zedong. Los programas de Suara se transmitieron por toda la región en tres idiomas: chino, malayo y tamil. Más tarde, también se agregaron transmisiones en inglés después de que el MCP lograse reclutar a varios estudiantes universitarios de Singapur y Malasia. 
Según un informe de la CIA publicado en abril de 1976, China limitó su participación en la insurgencia del MCP a las transmisiones de radio de Suara Revolusi. Beijing no se involucró materialmente en este conflicto y luego establecería relaciones diplomáticas con Kuala Lumpur en junio de 1974. La Unión Soviética y la República Democrática de Vietnam tampoco se involucraron en la insurgencia de Malasia.

### Problemas internos del MCP
A principios de 1970, el MCP experimentó una gran crisis dentro del partido a raíz de la infiltración de espías gubernamentales en las filas del Partido y del MNLA. Según Chin Peng, los investigadores de contrainteligencia designados por el Comité Central del MCP informaron que creían que el 90% de los reclutas chinos tailandeses que se unieron al partido a partir de 1960 eran espías del gobierno. Por otro lado, en 1970, una lucha por el liderazgo dentro del MCP condujo al surgimiento de dos facciones disidentes: el Partido Comunista de Malaya-Marxista-Leninista (CPM-ML) y la Facción Revolucionaria (CPM-RF). Esto provocó que el movimiento comunista en Malasia peninsular se dividiera en tres grupos diferentes. Cada una de estas facciones tenía sus propias fuerzas armadas y brazo político. En abril de 1976, fuentes del gobierno de Malasia y la CIA estimaron que había al menos dos mil cuatrocientos insurgentes comunistas en la Malasia peninsular: mil setecientos en el MCP original, trescientos en el CPM-RF y cuatrocientos en el CPM-ML. A pesar de los esfuerzos del MCP para reclutar a más miembros malayos, se estimó en 1976 que menos del 5% de los miembros de la organización eran malayos étnicos mientras que el 69% de los miembros del MCP eran de etnia china y que el 57% de nacionalidad tailandesa.

### Final de la insurgencia
En 1988, el liderazgo del MCP en la parte norte de Malasia aceptó la oferta del gobierno de Malasia de asistir a una negociación de una iniciativa de paz, propuesta apoyada por el gobierno de Deng Xiaoping. El MCP finalmente accedió a firmar un Acuerdo de Paz en Haadyai, Tailandia, el 2 de diciembre de 1989. Con la firma del Acuerdo de Paz de Haadyai, el MCP acordó disolver sus unidades armadas y destruir todas sus armas. También mostraron lealtad al Yang di-Pertuan Agong de Malasia. Esta fecha marcó el fin de la insurgencia del MCP en Malasia